# 스타페리의 불청객
"스타페리의 불청객"은 한국에서 제작된 김시현 감독의 1984년 영화이다. 윤양하 등이 주연으로 출연하였고 최춘지 등이 제작에 참여하였다.

## 출연

### 주연
- 윤양하
- 서정아
- 임봉기
- 백황기

## 기타
- 조명: 김석진
- 녹음: 김병수